# الکوم (الخلیل)
الکوم یک منطقهٔ مسکونی در فلسطین است.

## خصوصیات
الکوم ۲٬۵۶۸ نفر جمعیت دارد.